# Famiano Strada

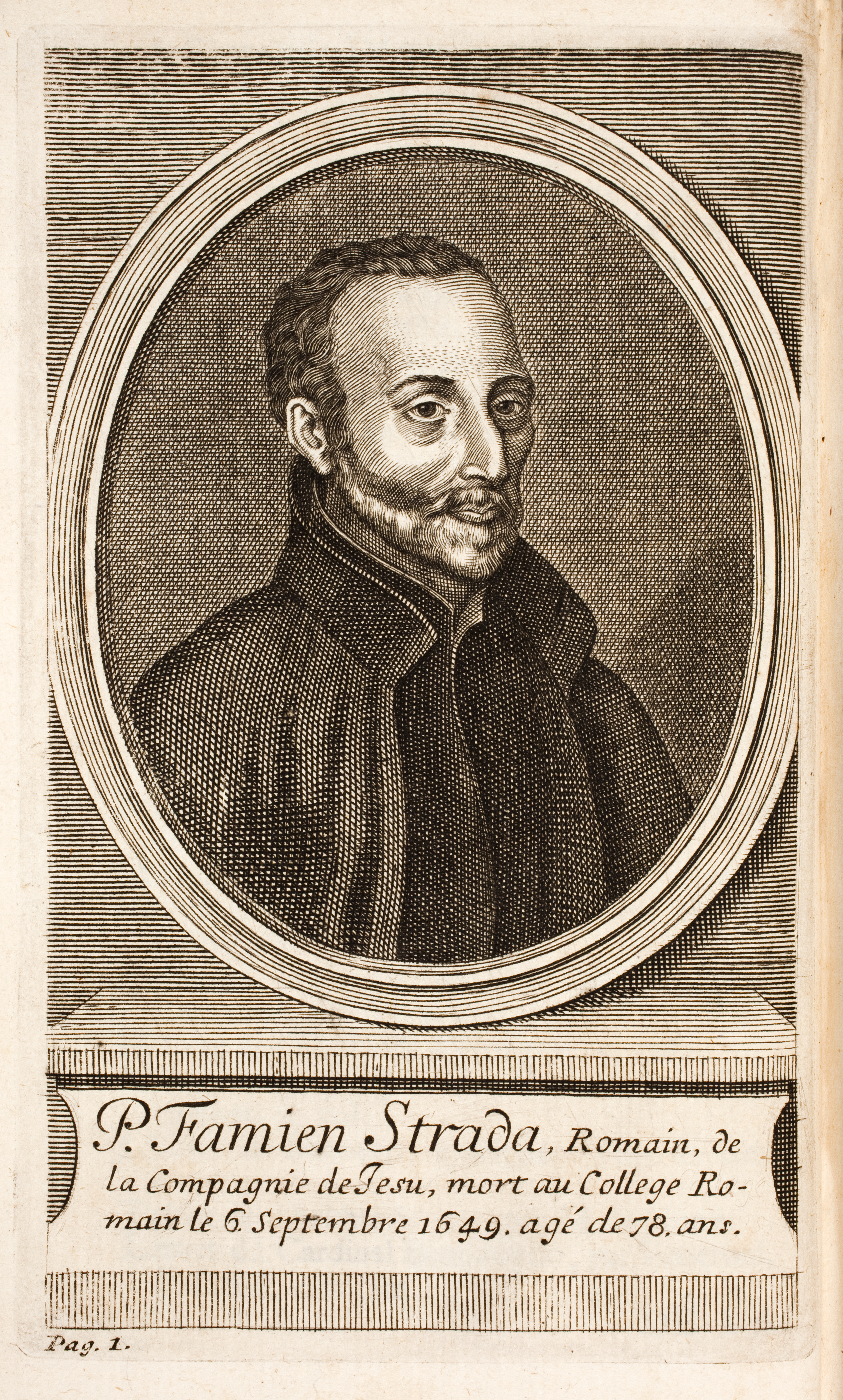
Famiano Strada, portret uit Strada: Histoire de la guerre des Païs-Bas, 1727

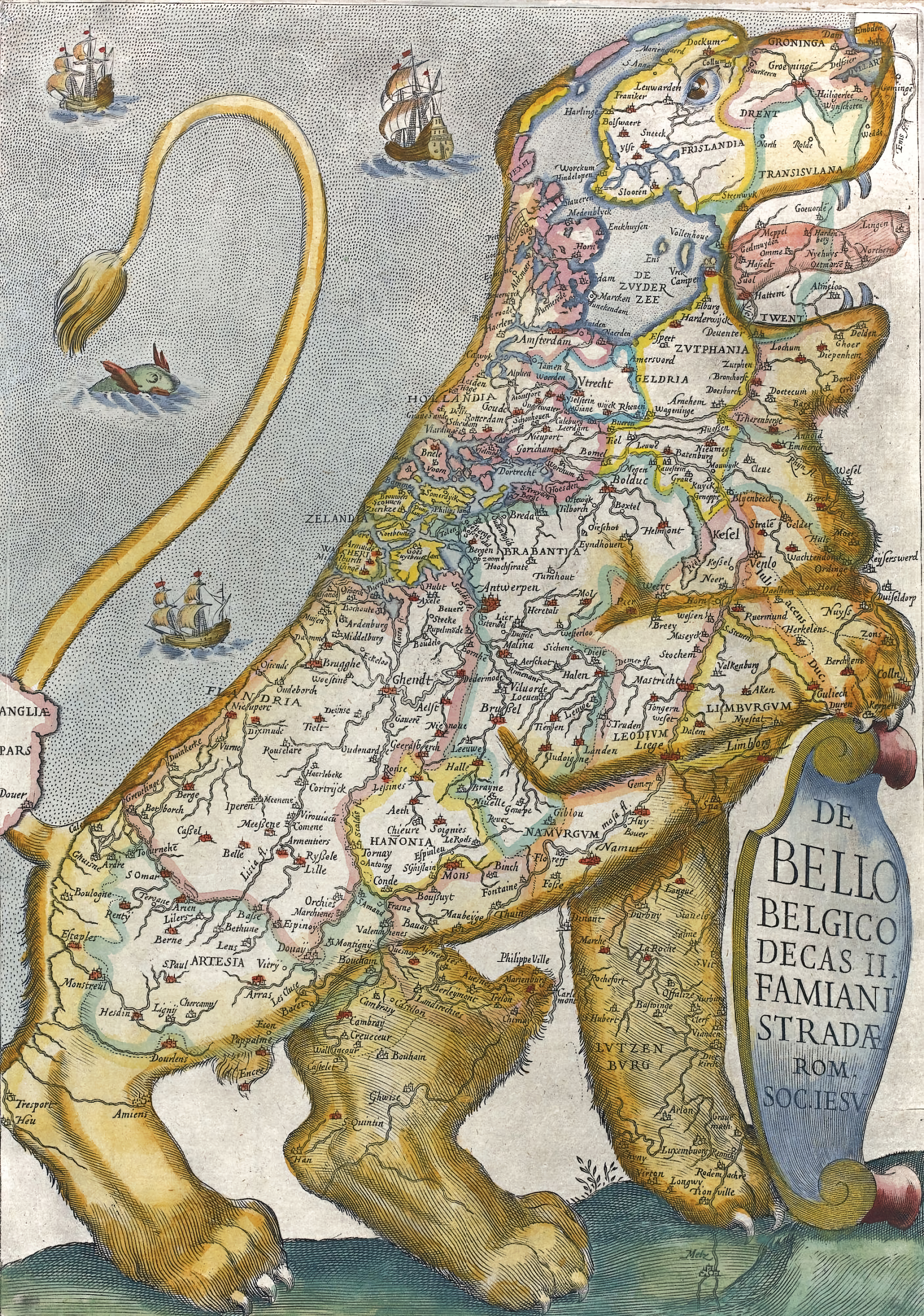
Voorblad van deel I van Strada's De Bello Belgico met een Leo Belgicus.

Famiano Strada (Rome, 1572 — aldaar, 9 juni 1649) was een jezuïet, historicus en moralist. 
Famiano Strada was een geleerde jezuïet, die les gaf op het Collegio Romano van de jezuïeten in Rome. Hij onderwees retoriek en Latijn aan onder meer bisschop Lorenzo della Robbia en aan paus Clemens IX. Hij was fel anti-Tacitus, omdat hij vond dat deze Romeinse schrijver stond voor de ondermijning van het gezag van de koning en een aanleiding gaf tot afbreuk van vertrouwen in het leiderschap.
Het bekendste werk van Famiano Strada is De Bello Belgico decades duae, 1555-1590 (Nederlands: De oorlog in de Lage Landen), en werd geschreven met de hulp van Alexander Farnese (1545-1592), rond 1602. Het werd gepubliceerd in 1632 en in het Nederlands vertaald in 1646. In 1655 werd het in Dordrecht uitgegeven op het moment dat noch Holland noch in vier andere gewesten een aanhanger van Oranje stadhouder was. Het boek beschrijft in geuren en kleuren de strijd tussen de Spaanse troepen van de Hertog van Parma en de troepen van de Staten-Generaal van Willem van Oranje.
Strada´s geschiedschrijving over de Tachtigjarige Oorlog raakte in de 17e eeuw in Nederland bekend en werd bekritiseerd vanwege de pro-Spaanse houding van Strada. Strada verdedigde zich op zijn beurt door aan te geven dat de aanhangers van Oranje niet vanuit religieuze overtuiging vochten maar slechts de materiële belangen van de wereldse edelen verdedigden. 
Een ander belangrijk werk is Prolusiones academicae ('Geleerde Voorbeschouwingen'), uitgegeven in 1617, met verhandelingen over stijl en kritiek. Hierin vindt men onder meer een verhaal over een nachtegaal en een muzikant, hetgeen later een inspiratie vormde voor de Engelse toneelschrijver John Ford (1586-1640) bij het schrijven van The Lovers Melancholy.

## Werken
- Prolusiones academicae (1627)
- De Bello Belgico decades duae (1632-1650) in twee delen van tien boeken: deel I van 1555 tot 1578, deel II van 1578 tot 1590. 
  - In 1655 verscheen een Nederlandse vertaling. Deel I onder de naam De Thien eerste Boecken der Nederlandtsche Oorloge ... verduytscht door Guilliam van Aelst, uitgegeven in Rotterdam door Andries van Hoogen-Huyse en van deel II onder de naam Het Tweede Deel der Nederlandtsche Oorlogen, in thien boecken door P. Famianus Strada
- Eloquentia bipartita (1655).